# Neil Carter

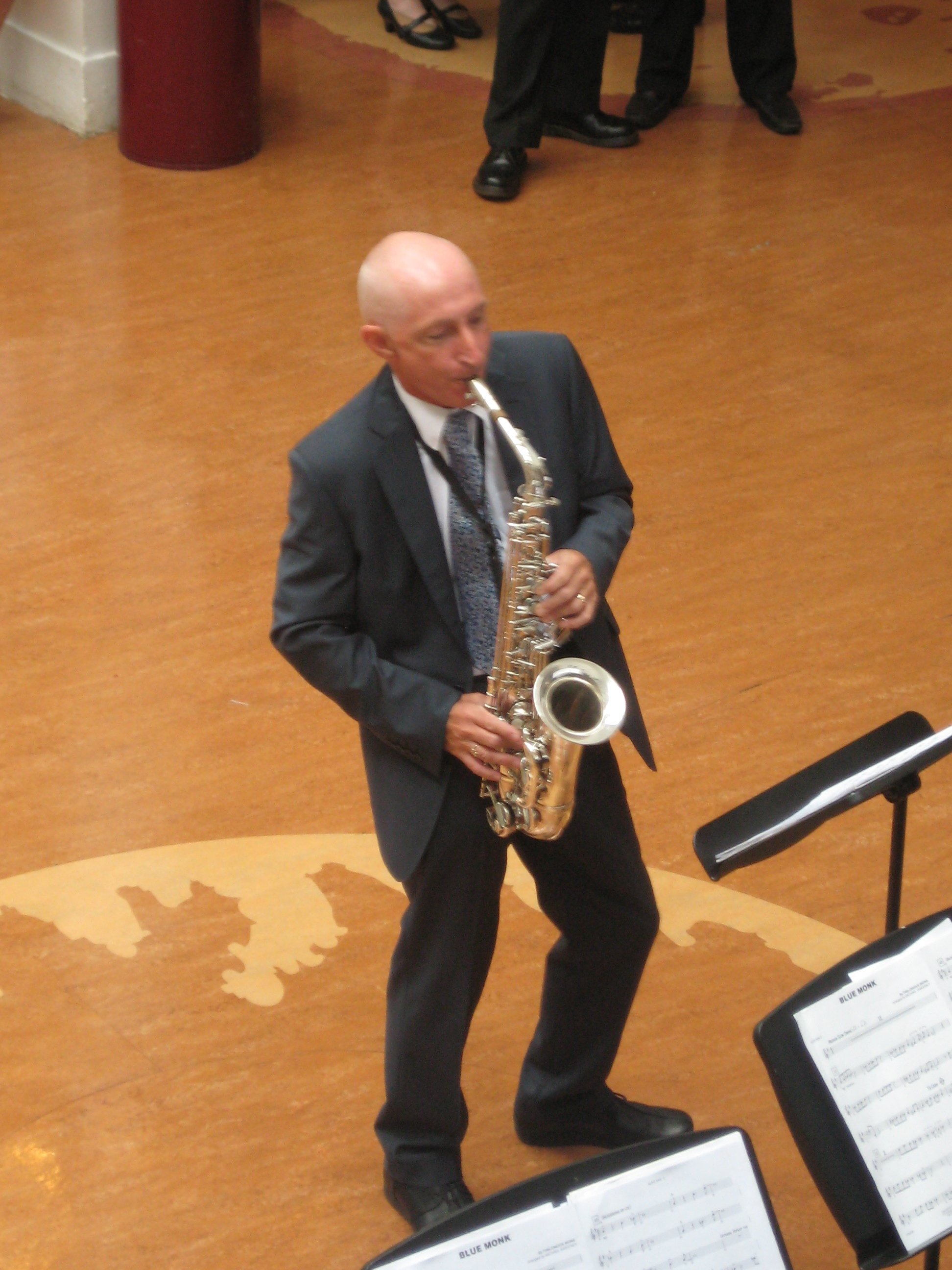
Neil Carter spelandes saxofon med Brighton College Swing Band.

Neil Carter, född 11 maj 1958 i Bedfont i Hounslow, London, är en brittisk gitarrist, keyboardist och saxofonist. Han har varit medlem i banden UFO och Wild Horses och har spelat med Gary Moore.
Under senare år har Carter inlett en karriär som lärare i blåsinstrument vid Brighton College i Brighton, England.

## Diskografi
Med UFO
- 1981 – The Wild, the Willing and the Innocent
- 1982 – Mechanix
- 1983 – Making Contact
- 1983 – Headstone (livealbum)

Med Wild Horses
- 1980 – Wild Horses

Med Gary Moore
- 1983 – Victims of the Future
- 1984 – We Want Moore!
- 1985 – Run for Cover
- 1987 – Wild Frontier
- 1987 – Live at Isstadion Stockholm: Wild Frontier Tour (Live Video VHS)
- 1989 – After the War
- 2010 – Live at Montreux 2010